# ZERO (ロケット)
ZERO（ゼロ）は日本の民間企業インターステラテクノロジズが開発中の、超小型衛星打ち上げ用のロケットである。2024年度以降の打ち上げを目指している。
北海道大樹町の北海道スペースポート Launch Complex-0（インターステラテクノロジズ実験場）に隣接して建設される予定の北海道スペースポート Launch Complex-1から打ち上げられる。
また、同じく大樹町にZEROを年間50回打ち上げ可能な射場、北海道スペースポート Launch Complex-2が2025年を目標に建設される予定である。

## 概要
ZEROは約250 kgのペイロードを高度550kmの地球低軌道・極軌道に打ち上げる性能を持つ予定である。インターステラテクノロジズにとって、ターボポンプ、エンジンのクラスター化、多段式であることなど、多くは新規要素となる。
打ち上げ費用は6億円以下を目標としていて、衛星打ち上げの低コスト化を目指している。
エンジンの名称「COSMOS」は、コスモスが本社・射場の所在地である北海道大樹町の花であること、そしてコスモスの花びらとエンジンの特徴であるピントル型インジェクタの噴射形状が似ていることから、開発部メンバーが中心となり選定された。

### 打上げ能力増強
2023年、海外のトレンドを反映し、打上げ能力が増強された。
|                  | 増強前                    | 増強後                     |
| ---------------- | ------------------------- | -------------------------- |
| 段数・エンジン数 | 変更なし                  | 変更なし                   |
| 全長             | 30 m                      | 32 m                       |
| 外径             | 1.7 m                     | 2.3 m                      |
| 質量             | 24 t                      | 71 t                       |
| エンジン出力     | 60 kN級ピントル型エンジン | 130 kN級ピントル型エンジン |
| 軌道投入能力     | LEO 150 kg                | LEO 800 kg / SSO 250 kg    |

## 構成と諸元
二段式ロケットとして開発されており、一段目はエンジンを中央に1機、それを囲むように円形に8機、計９機配置したクラスターロケットで、二段目は真空対応した同型のエンジン1機という構成である。
エンジンはインターステラテクノロジズが開発したCOSMOSエンジンを使用する。COSMOSは出力130 kN、ガスジェネレーターサイクルを用いたピントル型エンジンで、冷却方式には再生冷却方式を採用する。
燃料はLNGであり、バイオメタンの使用も検討されている。燃焼試験では実際に家畜糞尿によるバイオメタンが使用されている。
また、キックステージも追加可能である。

### 主要諸元一覧
| 段数 (Stage) | 第1段                  | 第2段                  |
| ------------ | ---------------------- | ---------------------- |
| 全長         | TBA                    | TBA                    |
| 外径         | 1.7 m                  | 1.7 m                  |
| 質量         | TBA                    | TBA                    |
| 使用エンジン | COSMOS × 9             | COSMOS                 |
| 推進薬重量   | TBA                    | TBA                    |
| 推進薬       | LNG 液体酸素 (LNG/LOX) | LNG 液体酸素 (LNG/LOX) |
| 推力         | 1170 kN                | 130 kN                 |
| 有効燃焼時間 | TBA                    | TBA                    |